# Hyperfrontia lory
Hyperfrontia lory är en fjärilsart som beskrevs av  1966/67. Hyperfrontia lory ingår i släktet Hyperfrontia och familjen nattflyn. Inga underarter finns listade i Catalogue of Life.